# Kościół św. Antoniego Padewskiego w Łodzi (Żubardź)
Kościół świętego Antoniego Padewskiego w Łodzi (Żubardź) – rzymskokatolicki kościół parafialny należący do parafii św. Antoniego Padewskiego w Łodzi (dekanat Łódź-Teofilów-Żubardź archidiecezji łódzkiej).
Budowę obecnej świątyni rozpoczęto w dniu 18 sierpnia 1947 roku po odgruzowaniu placu po zburzonym w 1942 roku przez Niemców wcześniejszym kościele. Świątynia została wzniesiona na zachowanych fundamentach i zaprojektowana została przez architekta Alfonsa Emila Graviera. Prace budowlane zostały zakończone w 1951 roku, natomiast kościół został poświęcony w dniu 9 września 1951 roku przez biskupa Michała Klepacza. Budowla reprezentuje styl neoromański. W latach 1999–2000 została dokończona budowa wieży do wysokości 53 metrów i zostały zawieszone 3 dzwony o imionach: Karola, Jubilata i jeden jeszcze bez imienia.
Do wyposażenia świątyni należą: cztery ołtarze, ambona i pulpit, tabernakulum metalowe, organy, trzy wspomniane wyżej dzwony, ławki, klęczniki i krzesełka, chrzcielnica, Droga Krzyżowa, krzyż ołtarzowy oraz komplet sześciu lichtarzy.